# Міанос
Міанос (ісп. Mianos) — муніципалітет в Іспанії, у складі автономної спільноти Арагон, у провінції Сарагоса. Населення — 41 особа (2010).
Муніципалітет розташований на відстані близько 330 км на північний схід від Мадрида, 100 км на північ від Сарагоси.

## Демографія
Динаміка населення (INE ):